# مرکز مطالعات خلیج فارس
مرکز مطالعات خلیج فارس PGSC یک مؤسسه مطالعاتی و پژوهشی بین‌المللی غیردولتی است که در سال ۱۳۸۷ در استان البرز توسط پژوهشگران غیردولتی راه اندازی شده‌است. هدف از تأسیس این مؤسسه، انجام مطالعات راهبردی، سیاسی، تاریخی، در مورد خلیج فارس و خاورمیانه و همچنین صیانت از نام و هویت تاریخی خلیج فارس است. این مؤسسه پژوهشی در میان دانشگاه‌های معتبر کشور شناخته شده‌است و دانشگاه‌ها از منابع و مقالات آن استفاده می‌کنند. اعضای این مؤسسه عضو شورای عالی خلیج فارس نیز هستند. و ستاد تعیین مصادیق مجرمانه دادگستری جمهوری اسلامی ایران نیز سایت این مرکز را به عنوان یکی از پیشنهادهای خود در گروه علوم انسانی به مخاطبینش معرفی کرده‌است و در فهرست اندیشکده‌های ایرانی ثبت شده‌است

## حوزه فعالیت PGSC
1. برگزاری سمینار
2. انتشار کتاب و گاهنامه
3. همکاری با دانشگاه‌ها و مراکز مطالعاتی
4. تشکیل میزگرد
5. مصاحبه با رسانه‌های گروهی
6. صدور بیانیه در رابطه موضوعات تخصصی حوزه خاورمیانه و خلیج فارس
7. پذیرش طرح‌های تحقیقاتی سفارش شده از سایر افراد حقیقی و حقوقی

## چند نمونه از کتاب‌های منتشر شده PGSC
مرکز تاکنون مقالات و کتب‌های متعددی به زبان فارسی منتشر کرده‌است از جمله آنها:

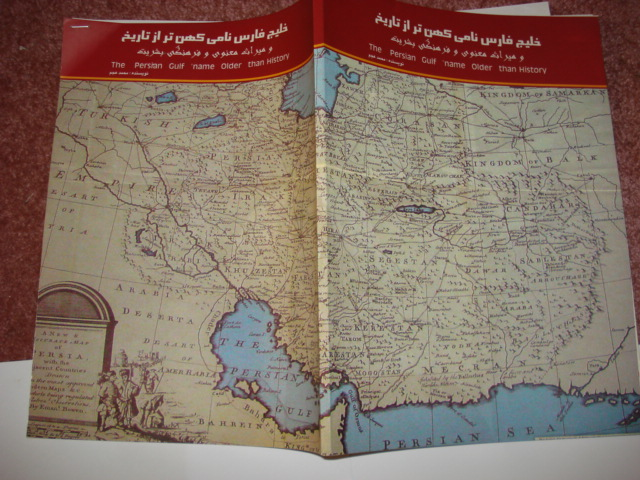
راهکارهایی برای پاسداری از نام خلیج فارس شهریور ۱۳۸۳

1. انتشار اولین مقاله ویژه دفاع از نام خلیج فارس روزنامه همشهری ۱۶تا ۲۷ مهر ۱۳۸۱ در ۱۰ شماره
2. کتاب "خلیج فارس نامی کهن تر از تاریخ و میراث معنوی و فرهنگی، محمد عجم، تهران، نشر توپا، شهریور ۱۳۸۳
3. اسناد نام خلیج فارس، میراثی کهن و جاودان۱۳۸۸
4. کتاب حاکمیت ایران بر جزایر سه‌گانه خلیج فارس،
5. کتاب پاسخ به بی‌بی‌سی به زبان انگلیسی و ارسال به به بی‌بی‌سی انگلیس
6. کتاب پاسخ به نشنال جئوگرافی به زبان انگلیسی و ارسال به نشنال جئوگرافی آمریکا
7. کتاب گزارش به سازمان ملل در خصوص نام تاریخی دریای ژاپن به زبان انگلیسی
8. کتاب خلیج فارس؛ انرژی و امنیت
9. گروه تلگرامی با ۱۵ هزار عضو [پیوند مرده]
10. فیس بوک
11. تویتر

## فعالیت‌های بین‌المللی PGSC
این مرکز همراه با سازمان برخط خلیج فارس و سازمان دریای پارس در جهت آشنا کردن تحریف گران با نام راستین و تاریخی خلیج فارس کوشا بوده و رسانه‌های گروهی تحریف گر را از طریق نامه نگاری و ارسال ایمیل آگاه و ترغیب نموده‌اند تا عبارات جعلی را در بسیاری از رسانه‌ها و سایتهای مهم به نام اصلی تغییر داده‌اند.
اعضای این مرکز در زمینه پیشنهاد و ثبت روز ملی خلیج فارس در کنار فعالان دیگر میراث فرهنگی و اجتماعی نقش بارزی داشتند.
- برپایی نمایشگاه و مشارکت در سمینارهای خلیج فارس و مناسبتهای روز ملی خلیج فارس از جمله فعالیت‌های این مؤسسه است. از جمله برگزاری سومین کنفرانس بین‌المللی اقیانوس‌شناسی خلیج فارس سال ۹۴ را می‌توان نام برد.[۱۰]

مرکز مطالعات خلیج فارس PGSC در جشنواره بین‌المللی رسانه‌های دیجیتال سال ۱۳۹۰، به عنوان برترین رسانه مروج ایرانشناسی کشور انتخاب شد. در سال ۱۳۹۳ نمایشگاه تخصصی نقشه‌های تاریخی خلیج فارس برای اولین بار توسط مؤسسه موزه‌های بنیاد مستضعفان با همکاری مرکز مطالعات خلیج فارس در برج آزادی تهران رونمایی شد که بازتاب بین‌المللی داشت؛
مرکز مطالعات خلیج فارس در سال ۱۳۹۴ با تأسیس موزه تمدن ایران به صورت سایبری و به زبان انگلیسی به واقعیت‌های تاریخ و تمدن غنی ایران پرداخت و موفق به ایجاد یک موزه مجازی در فضای اینترنت جهت بازدید عمومی مردم مختلف کشورهای جهان شد. موزه تمدن ایران بعد از موزه آنلاین خلیج فارس دومین موزه مجازی است که با موفقیت توسط مرکز مطالعات خلیج فارس راه‌اندازی گردید.
از دیگر دستاوردهای می‌توان مراسم «نام و نشان ماندگار» سال ۱۳۹۴ و رونمایی از کتیبه سنگی خلیج فارس در مجموعه سعدآباد نام برد. همچنین پیشنهاد جهانی شدن روز ملی خلیج فارس توسط اعضای این مرکز مطرح شده‌است.
این مرکز در اوایل سال ۲۰۱۶ میلادی ویدئویی از جان پرکینز نویسنده و اقتصاددان آمریکایی منتشر کرد که به دلیل افشای سیاست‌های پشت پرده آمریکا در خاورمیانه، واکنش‌های زیادی در مطبوعات ایران داشت و در خبرگزاری‌های داخلی به زبان‌های دیگر نیز ترجمه شد.
همچنین مرکز مطالعات خلیج فارس به دنبال تحریف نام خلیج فارس در سایت نیروی دریایی ارتش ایالات متحده آمریکا، ضمن مکاتبه با سازمان نام‌های جغرافیایی ایالات متحده، موفق به گرفتن یک تاییده مهم علمی از این سازمان جغرافیایی شده‌است. در اسناد مهم ارسال شده سازمان نام‌های جغرافیایی آمریکا USBGN به مرکز مطالعات خلیج فارس، مشخص گردید دولت وقت آمریکا در سال ۱۹۹۳ میلادی از سازمان نام‌های جغرافیایی این کشور درخواست می‌کند تا از نام مجعول خلیج عربی به جای نام صحیح خلیج فارس استفاده کند، اما این سازمان با رد پیشنهاد استفاده هر نام دیگری به جای خلیج فارس مخالفت و بر ضرورت به‌کارگیری نام خلیج فارس تاکیید می‌نماید.
این مؤسسه در اسفند ۱۳۹۵ همایش راهبردی خلیج فارس را برای افسران و نظامیان ارتش جمهوری اسلامی ایران در دافوس برگزار کرد. این همایش مهم در خصوص اهمیت استراتژیک خلیج فارس، بررسی و تحلیل اسناد و مدارک بین‌المللی نام خلیج فارس بود که برای نظامیان آجا برگزار گردید، تا افسران و درجه داران ارتش در مأموریت‌های خارج از ایران بتوانند در مواجهه با نام‌های مجعول با استناد به مدارک معتبر، از منافع ملی ایران دفاع نمایند. این اقدام مشترک ارتش و مرکز مطالعات خلیج فارس برای صیانت از هویت ملی خلیج فارس بازتاب وسیعی در رسانه‌های ایران داشت. در پایان این همایش، سرتیپ دکتر حسین ولیوند، فرماندهی دافوس و جانشین وی از اعضای مرکز مطالعات خلیج فارس برای صیانت از نام خلیج فارس در عرصه بین‌المللی و برگزاری موفقیت‌آمیز این همایش تقدیر و تشکر نمود.
از دیگر اقدامات مؤسسه PGSC برگزاری مشترک همایش خلیج فارس با کمیسیون حقوق بشر اسلامی است که در سال ۱۳۹۶ در شیراز برگزار شد، در این همایش اعلام شد یک شعبه از مرکز مطالعات راهبردی خلیج فارس در شیراز راه اندازی خواهد شد که رسانه‌های ایران آن را پوشش خبری دادند.

## اعضای هیئت علمی
1. پیروز مجتهدزاده
2. محمد عجم.
3. روزبه پارساپور
4. مسعود رضایی
5. سیدعباس مجتهدی
6. روح‌اله پورطالب (مشاور مرکز)
7. سجاد امیری

## تقدیر نامه‌ها
مرکز مطالعات خلیج فارس و همچنین اعضای آن به دلیل فعالیت‌های بین‌المللی مورد تقدیر تعدادی از شخصیتهای علمی و فرهنگی کشور و همچنین وزارت امور خارجه، وزارت فرهنگ و ارشاد اسلامی، نیروی دریایی، مجلس شورای اسلامی و دیگر سازمان‌های مربوط قرار گرفته‌است. به عنوان نمونه در سومین جشنواره بین‌المللی خلیج فارس ۱۳۹۲ به دلیل مقابله با تحریف نام خلیج فارس این مرکز مورد تقدیر وزیر فرهنگ و ارشاد اسلامی قرار گرفت. برخی اعضای سازمان برای کارهای ممتازی که در خصوص معرفی ایران و در زمینه‌های ایران‌شناسی داشته‌اند از مقامات داخل و خارج از کشور تقدیر گرفته‌اند
همچنین مرکز مطالعات خلیج فارس از «هووارد هیلمن» سرمایه‌دار متمول آمریکایی و صاحب کشتی توریستی کروز به دلیل نامگذاری کشتی خود به نام خلیج فارس، با ارسال یک تقدیرنامه تقدیر و تشکر کرد که این اقدام در مطبوعات ایران نیز منعکس شد

## مصاحبه‌ها
1. پل سعودی‌ها برای سلطه بر جهان عرب[۳۴]
2. طرح آمریکایی موصل یعنی فروپاشی عراق[۳۵]
3. توان دریایی ایران در خلیج فارس بازدارنده است[۳۶][۳۷]
4. رویکرد تقابلی آنکارا به دلیل شکست‌های ژئوپلتیکی در منطقه است[۳۸]
5. برای صیانت از نام خلیج‌فارس چه کرده‌ایم؟[۳۹]
6. خلیج فارس نماد ایران (Persian Gulf symbol of Iranian glory, history) است[۴۰]
7. اعتراض مرکز مطالعات خلیج فارس به فدراسیون فوتبال[۴۱]
8. داماد اردوغان نخست‌وزیر ترکیه می‌شود[۴۲]
9. جعل نام خلیج فارس در شبکه «من و تو»[۴۳]
10. جنگ‌های نیابتیِ منطقه و طرح خاورمیانه بزرگ[۴۴]
11. صیانت از نام خلیج فارس در موزه اونتاریو کانادا[۴۵]
12. فرهنگستان زبان فارسی به سایر گویش‌ها نیز توجه کند[۴۶]
13. تاریخچه دریای مَکران[۴۷]
14. طراحی مکانیزم همگرایی و صلح پایدار در خلیج فارس[۴۸]
15. تقابل ژئوپولتیکی ایران با کشورهای خلیج‌فارس سر یک میز حل نمی‌شود[۴۹]
16. جنگ داعش به صورت رسمی با عراق اما در واقع با ایران است[۵۰]
17. خلیج فارس، از وحدت ملی تا تضمین امنیت[۵۱]
18. همکاری مرکز عربی مطالعات ایران و مرکز مطالعات خلیج فارس[۵۲]
19. تنش در روابط قطر و عربستان؛ سازوکار روابط منطقه‌ای به پیش از ۲۰۱۱ بازمی‌گردد؟[۵۳]